# Charaxes alpinus
Charaxes alpinus е вид пеперуда от семейство Многоцветници (Nymphalidae). Видът не е застрашен от изчезване.

## Разпространение и местообитание
Разпространен е в Зимбабве и Мозамбик.
Обитава гористи местности, национални паркове, планини, възвишения и плата.

## Описание
Популацията на вида е стабилна.